# دايان أبوت
دايان أبوت (بالإنجليزية: Diahnne Abbott)‏ هي مغنية وممثلة أمريكية، ولدت في 1945 بنيويورك في الولايات المتحدة.

## أعمال

### أفلام
- (1976) سائق التاكسي[4][5]
- (1982) ملك الكوميديا
- (2000) قبل حلول المساء[6]

## وصلات خارجية
- دايان أبوت على موقع IMDb (الإنجليزية)
- دايان أبوت على موقع ألو سيني (الفرنسية)
- دايان أبوت على موقع ميوزك برينز (الإنجليزية)
- دايان أبوت على موقع أول موفي (الإنجليزية)
- دايان أبوت على موقع قاعدة بيانات الأفلام السويدية (السويدية)
- دايان أبوت على موقع أول ميوزيك (الإنجليزية)
- دايان أبوت على موقع ديسكوغز (الإنجليزية)
- دايان أبوت على موقع قاعدة بيانات الفيلم (الإنجليزية)
- دايان أبوت على موقع كينوبويسك (الروسية)